# Perfecto de Córdoba
San Perfecto (m. 18 de abril de 850) es un mártir católico nacido en Córdoba, que fue decapitado por musulmanes por definir públicamente al profeta Mahoma. 18\4\850